# Benno de Goeij
Marinus Bernardus de Goeij , conocido como Benno de Goeij (en neerlandés: [bɛnoː də ɣui̯]; Oud-Beijerland, 19 de marzo de 1975) es un productor discográfico y DJ neerlandés. Es conocido por su participación en dúos como Rank 1 con Piet Bervoets, Kamaya Painters con Tiësto y Gaia con Armin van Buuren. Desde 2008, Goeij es coproductor detrás de los actos de trance de Armin van Buuren y Jochen Miller.

## Historia

### Primeros años (1997-98)
Benno de Goeij comenzó a trabajar como productor en 1997 junto a Piet Bervoets a quien conoció en una fiesta. Decidieron crear su propia música y crearon el dúo Pedro & Benno con sencillos "Scream For Love", "Talkin 'To You" y "Speechless", publicado bajo Karma Records. También crearon pistas bajo varios alias como Precious People, Gualagara, AIDA, Simplistic Mind, Two Disciples, ROOS.

### El proyecto Rank 1 (1998-2003)
En 1998, nació Rank 1, ya que pensaron que sería una broma perfecta ver a un grupo llamado Rango 1 en una posición número 1. Esta broma se hizo realidad cuando "Airwave" alcanzó varias listas en esa posición. También remezclaron la canción "Superstring" de Cygnus X y lanzaron un himno para Sensation en 2001 conocido como "Such Is Life" del álbum Symsonic . En 2003, reeditaron "Breathing", que era otra pista de gráficos, ya que era una versión de "Airwave" con mayor ritmo de compás. En 1998 Tiësto y de Goeij crearon Kamaya Painters , con tres singles exitosos.

### Trabajo fuera de Rank 1 y producción (2004-presente)
En 2007, se creó su primer trabajo con Armin van Buuren , presentó a Kush y se tituló "This World Is Watching Me"; La canción fue escrita por De Goeij junto con Van Buuren, Sacha Collisson, Zoe Durrant y Pete Kirtley. Desde entonces, de Goeij comenzó a ayudar a Armin en su próximo álbum de estudio. A principios de 2008 Rank 1 colaboró con Jochen Miller en la canción "And Then ..." que fue escrita, compuesta y arreglada por de Goeij. En 2008, Armin van Buuren lanzó su tercer álbum de estudio, Imagine, que incluía las habilidades de escritura y producción de De Goeij en todas las canciones excepto "Imagine", "Fine Without You" e "Intricacy".
En 2010, coescribió y coprodujo todas las pistas de Mirage excepto "Minack", y en 2013 lo hizo de nuevo en Intense, al igual en 2015 con Embrace.
Él y Armin también han coproducido canciones bajo el alias Gaia (dúo); en el Ultra Music Festival 2014, los dos productores actuaron por primera vez como grupo como parte del espectáculo A State of Trance 650: New Horizons el último día del festival.

## Discografía

### Singles
Como Rank 1
Singles
- 1999 Rank 1 - "Black Snow / The Citrus Juicer"
- 1999 Rank 1 - "Airwave (Innercity Theme 1999)"
- 2001 Rank 1 feat. Shanokee - "Such Is Life (Sensation Anthem 2001)"
- 2002 Rank 1 - "Awakening"
- 2003 Rank 1 - "Breathing (Airwave 2003)"
- 2003 Rank 1 feat. Shanokee - "It's Up To You (Symsonic)"
- 2004 Rank 1 - "Unreleased Tracks From The Album Symsonic: Conspiracy / Cosmomatic / Down From The Deep"
- 2004 Rank 1 - "Beats At Rank-1 Dotcom (Trance Energy Anthem 2005) / After Me"
- 2005 Rank 1 - "Opus 17 / Top Gear"
- 2007 Armin van Buuren vs. Rank 1 feat. Kush - "This World Is Watching Me"
- 2007 Alex M.O.R.P.H. vs. Rank 1 - "Life Less Ordinary"
- 2008 Rank 1 vs. Jochen Miller - "And Then..."
- 2009 Rank 1 - "L.E.D. There Be Light (Trance Energy Anthem 2009)"
- 2009 Rank 1 - "Symfo (Sunrise Festival Theme 2009)"
- 2010 Rank 1 vs. Jochen Miller - "The Great Escape (enTrance Theme 2010)"
- 2010 Nic Chagall, Rank 1 & Wippenberg - "100"
- 2012 Rank 1 & Jochen Miller feat. Sarah Bettens - "Wild And Perfect Day"
- 2012 Cerf, Mitiska & Jaren with Rank 1 - "Witness"
- 2012 Rank 1 - "7 Instead Of 8"
- 2013 Rank 1 vs. M.I.K.E. - "Elements Of Nature"
- 2013 Rank 1 - "Floorlifter"
- 2013 Rank 1 - "13.11.11"
- 2014 Rank 1 & Dennis Sheperd - "Freudenrausch"
- 2014 Rank 1 - "Airwave (21st Century Mix)"
- 2015 Rank 1 vs. M.I.K.E. Push - "Juno"

Álbumes
- 2002 Rank 1 - Symsonic

Remixes
- 1999 York - Reachers Of Civilization "(Rank 1 Remix)"
- 2000 Tunnel Allstars - Blue Lagoon "(Rank 1 Remixes)"
- 2000 System F - Cry "(Rank 1 Remix)"
- 2000 Mary Griffin - "Perfect Moment (Rank 1 Remix)"
- 2000 Cygnus X - "Superstring (Rank 1 Remixes)"
- 2000 Baby D - "Let Me Be Your Fantasy (Rank 1 Remixes)"
- 2000 Angelic - "It's My Turn (Rank 1 Remix)"
- 2000 Chakra - "Home (Rank 1 Remix)" [Unreleased]
- 2001 Ayumi Hamasaki - "Far Away (Rank 1 Remix)"
- 2001 Delerium feat. Rani - "Underwater (Rank 1 Remixes)"
- 2002 Gouryella - "Ligaya (Rank 1 Remix)" [Unreleased]
- 2002 Nu NRG - "Dreamland (Rank 1 Re-Edit)"
- 2002 Ayumi Hamasaki - "Dearest (Rank 1 Edit)"
- 2002 Marc Aurel - "Sound Of Love (Rank 1 Remix)"
- 2002 DuMonde - "Mind Made Up (Rank 1 Remix)"
- 2003 M.I.K.E. - "Journey Of Life (Rank 1 Remix)"
- 2004 Angel City - "Touch Me (Rank 1 Remix)"
- 2005 Mr Sam - Lyteo "(Rank 1 Remix)"
- 2005 ATB - Humanity "(Rank 1 Remix)"
- 2006 Ronald van Gelderen - "This Way (Rank 1 Remix)"
- 2006 Freddie Mercury - "Love Kills (Rank 1 Remixes)"
- 2007 Cosmic Gate - "Analog Feel (Rank 1's Digital Re-hash)"
- 2007 JOOP - "The Future (Trance Energy Anthem 2007) (Rank 1 Remix)"
- 2007 Alex Bartlett & Guess feat. Anthya - "Touch The Sun (Rank 1 Remix)"
- 2008 Anton Sonin & AMX feat. Sari - "Undone (Rank 1 Remix)"
- 2008 Marcel Woods feat. MC Da Silva - "On Fire (Rank 1's No This Ain't Trance Like '99 Remix)"
- 2008 Ronald van Gelderen - "Embrace Me (Rank 1 Remix)"
- 2008 Leon Bolier vs. Jonas Steur - "Lost Luggage (Rank 1 Remix)"
- 2010 Velvetine - "Safe (Wherever You Are) (Rank 1 Remix)"
- 2010 Mat Zo - "24 Hours (Rank 1 Remix)"
- 2011 Cosmic Gate - "Fire Wire (Rank 1 Remix)"
- 2011 Super8 & Tab feat. Julie Thompson - "My Enemy (Rank 1 Remix)"
- 2013 Conjure One feat. Leigh Nash - "Under The Gun (Rank 1 Remixes)"
- 2013 Giuseppe Ottaviani feat. Eric Lumiere - "Love Will Bring It All Around (Rank 1 Remix)"

### Co-productions
Various projects
- 1997 Precious People - Baby Freak
- 1997 Precious People - Reflections Of Love
- 1997 Pedro & Benno - Scream For Love
- 1997 Simplistic Mind - Human Beast
- 1998 Benno - Freefall
- 1998 Two Disciples - To the Church
- 1998 Tritone - I Know You're There
- 1998 Jonah - Ssst... (Listen)
- 1998 R.O.O.S. - Living in a Dream
- 1998 Control Freaks - Subspace Interference
- 1998 System Eight - Play it Rough
- 1998 Pedro & Benno - Talkin' To You
- 1998 Kamaya Painters - "Endless Wave / Northern Spirit / Outstream"
- 1999 Gualagara - Human Planetarium
- 1999 Pedro & Benno - Speechless
- 1999 R.O.O.S. - Body, Mind & Spirit
- 1999 Van Gils & Benno De Goeij - I Don't Need You Anymore
- 1999 A.I.D.A. - Far And Away / Merit
- 1999 Kamaya Painters - Far From Over / Cryptomnesia / Soft Light
- 1999 A.I.D.A. - Remember Me / Corvana
- 1999 Dutch Force - Deadline
- 1999 AMbassador - One Of These Days
- 1999 Phil Rodriguez - Closer (R.O.O.S.Remix)
- 1999 Nudge & Shouter - Blue Lagoon (Bervoets & De Goeij Remix)
- 1999 Pound & Harris - Formanterra (Bervoets & De Goeij Remix)
- 1999 Chicane - Lost You Somewhere (R.O.O.S. Remix)
- 1999 Cepheus 1 - Cut D Mid-Range (Bervoets & De Goeij Remix)
- 1999 Fourth Inc. - Trip To Julich (Bervoets & De Goeij Remix)
- 1999 Cygnus X - The Orange Theme (Bervoets & De Goeij Remix)
- 1999 Choopie & Ronie - Let It Go (Bervoets & De Goeij Remix)
- 1999 Neon - Getting Around (Bervoets & De Goeij Remix)
- 1999 Jens - Psycho Strings '99 (Bervoets & De Goeij Remix)
- 1999 Locus - Don't Give Up (A.I.D.A. Remix)
- 2000 Kamaya Painters - Wasteland / Summerbreeze
- 2000 Jonah - Yeah... Right
- 2000 SPX - Straight to the Point
- 2000 Legato - Small Town Boy (Bervoets & De Goeij Remix)
- 2000 DJ Jurgen - Higher & Higher (Dutch Force Remix)
- 2000 DJ Mellow D - At Night (Dutch Force Remix)
- 2001 M.O.R.P.H. - Maximum Overdrive (Benicio Remix)
- 2002 Allice Deejay - Will I Ever (Dutch Force Remix)
- 2002 M.O.R.P.H. - Consequence (Benicio Remix)
- 2002 Hands On Devine - Step By Step (Benicio Remix)
- 2003 Jacob And Mendez - Deception (Benicio Remix)
- 2003 Mac J - Perfect Blend / Deep Ranger
- 2004 Mac J - Nightware / Womaniser
- 2005 Johan Gielen - Dreamchild
- 2005 JOOP - The World / Another World
- 2006 Ronald van Gelderen - This Way
- 2006 Ronald van Gelderen - Realize
- 2007 Ronald van Gelderen - Dirty Rocker
- 2008 Ronald van Gelderen - Embrace Me
- 2010 Artento Divini - Griffin (Pleasure Island Anthem 2010)
- 2011 Within Temptation - Sinéad (Benno de Goeij Remix)
- 2014 Ayu - Terminal

Con Jochen Miller
Singles
- 2008 Jochen Miller - "Lost Connection"
- 2008 Jochen Miller - "9 Minutes / Eclipse"
- 2009 Jochen Miller - "Face Value"
- 2009 Jochen Miller - "Brace Yourself"
- 2009 Jochen Miller - "Red One"
- 2010 Jochen Miller - "Humanoid"
- 2010 Jochen Miller - "Classified (Energy Theme 2011)"
- 2010 Jochen Miller - "uPad"
- 2011 Jochen Miller - "U And Eye"
- 2011 Jochen Miller - "Troucid"
- 2011 Jochen Miller - "One Day"
- 2011 Jochen Miller - "Flashback"
- 2011 Jochen Miller - "Bamm!"
- 2012 Jochen Miller - "Zodiac"
- 2012 Jochen Miller - "Leap Of Faith (Emporium Anthem 2012)"

Remixes
- 2010 Markus Schulz feat. Khaz - "Dark Heart Waiting (Jochen Miller Remix)"
- 2010 Cosmic Gate - "Back 2 Earth (Jochen Miller Remix)"

Con Armin van Buuren
- 2008 Armin van Buuren with DJ Shah feat. Chris Jones - "Going Wrong"
- 2008 Armin van Buuren feat. Jaren - "Unforgivable"
- 2008 Armin van Buuren feat. Jacqueline Govaerts - "Never Say Never"
- 2008 Armin van Buuren feat. feat. Audrey Gallagher - "Hold On To Me"
- 2008 Armin van Buuren feat. "Face To Face"
- 2008 Armin van Buuren feat. Cathy Burtin - "Rain"
- 2008 Armin van Buuren feat. Sharon Den Adel - "In And Out Of Love"
- 2008 Armin van Buuren feat. Vera Ostrova - "What If"
- 2009 Armin van Buuren presents Gaia - "Tuvan"
- 2009 Armin van Buuren feat. VanVelzen - "Broken Tonight"
- 2010 Armin van Buuren - "Full Focus"
- 2010 Armin van Buuren feat. Susana - "Desidirium 207"
- 2010 Armin van Buuren - "Mirage"
- 2010 Armin van Buuren feat. Christian Burns - "This Light Between Us"
- 2010 Armin van Buuren feat. Sophie Ellis-Bextor - "Not Giving Up On Love"
- 2010 Armin van Buuren - "I Don't Own You"
- 2010 Armin van Buuren feat. Winter Kills - "Take A Moment"
- 2010 Armin van Buuren feat. Nadia Ali - "Feels So Good"
- 2010 Armin van Buuren feat. Sophie Hunter - "Virtual Friend"
- 2010 Armin van Buuren feat. Laura V - "Drowning"
- 2010 Armin van Buuren feat. Ana Criado - "Down To Love"
- 2010 Armin van Buuren - "Coming Home"
- 2010 Armin van Buuren feat. BT - "These Silent Hearts"
- 2010 Armin van Buuren - "Orbion"
- 2010 Armin van Buuren feat. Adam Young - "Youtopia"
- 2010 Armin van Buuren feat. Fiora - "Breathe In Deep"
- 2010 Armin van Buuern feat. Van Velzen - "Take Me Where I Wanna Go"
- 2010 Armin van Buuern feat. Cathy Burton - "I Surrender"
- 2010 Armin van Buuren feat. Jessie Morgan - "Love Too Hard"
- 2010 Armin van Buuren presents Gaia - "Aisha"
- 2011 Armin van Buuren presents Gaia - "Status Excessu D (A State Of Trance #500 Anthem)"
- 2011 Armin van Buuren presents Gaia - "Stellar"
- 2011 ATB & Armin van Buuren - "Vice Versa"
- 2012 Armin van Buuren presents Gaia - "J'ai Envie De Toi"
- 2012 Armin van Buuren - "We Are Here To Make Some Noise"
- 2013 Armin van Buuren & Markus Schulz - "The Expedition (A State Of Trance #600 Anthem)"
- 2013 Armin van Buuren & W&W - "D# Fat"
- 2013 Armin van Buuren presents Gaia - "Humming the Lights"
- 2013 Armin van Buuren feat. Fiora - "Waiting For The Night"
- 2013 Armin van Buuren feat. Trevor Guthrie - "This Is What It Feels Like"
- 2013 Armin van Buuren feat. Miri Ben-Ari - "Intense"
- 2013 Armin van Buuren feat. Cindy Alma - "Beautiful Life"
- 2013 Armin van Buuren - "Pulsar"
- 2013 Armin van Buuren feat. Laura Jansen - "Sound Of The Drums"
- 2013 Armin van Buuren feat. Lauren Evans - "Alone"
- 2013 Armin van Buuren vs. NERVO feat. Laura V - "Turn This Love Around"
- 2013 Armin van Buuren feat. Aruna - "Won't Let You Go"
- 2013 Armin van Buuren - "In 10 Years From Now"
- 2013 Armin van Buuren - "Last Stop Before Heaven"
- 2013 Armin van Buuren feat. Emma Hewitt - "Forever Is Ours"
- 2013 Armin van Buuren feat. Richard Bedford - "Love Never Came"
- 2013 Armin van Buuren - "Who's Afraid Of 138?!"
- 2013 Armin van Buuren feat. Bagga Bownz - "Reprise"
- 2014 Armin van Buuren feat. Cindy Alma - "Don't Want To Fight Love Away"
- 2014 Armin van Buuren - "Save My Night"
- 2014 Armin van Buuren presents Gaia - "Empire Of Hearts"
- 2014 Armin van Buuren - "Ping Pong"
- 2014 Armin van Buuren - "Hystereo"
- 2015 Armin van Buuren - "Together (In A State Of Trance) (ASOT Festival Anthem)"
- 2015 Armin van Buuren presents Gaia - "In Principio"
- 2015 Armin van Buuren presents Gaia - "Carnation"
- 2016 Armin van Buuren presents Gaia - "Inyathi"
- 2017 Armin van Buuren presents Gaia - "Saint Vitus"

Álbumes
- 2008 Armin van Buuren - Imagine
- 2010 Armin van Buuren - Mirage
- 2013 Armin van Buuren - Intense
- 2015 Armin van Buuren - Embrace
- 2019 Gaia - Moons of Jupiter

Remixes
- 2008 Kerli - "Walking On Air (Armin van Buuren Remixes)"
- 2008 The Killers - "Human (Armin van Buuren Remixes)"
- 2009 BT feat. Jes - "Every Other Way (Armin van Buuren Remix)"
- 2010 Faithless - "Not Going Home (Armin van Buuren Remixes)"
- 2010 Dido - "Everything To Lose (Armin van Buuren Remix)"
- 2010 Miguel Bosé - "Jurame (Armin van Buuren Remix)"
- 2011 Nadine Coyle - "Put Your Hands Up (Armin Van Buuren Remix)"
- 2011 Emma Hewitt - "Colours (Armin van Buuren Remix)"
- 2011 Hannah - "Falling Away (Armin van Buuren Remix)"
- 2011 David Guetta feat. Usher - "Without You (Armin van Buuren Remix)"
- 2011 Wiegel Meirmans Snitker - "Nova Zembla (Armin van Buuren Remix)"